# Richard du Poirier
Richard du Poirier, ou Richardus de Piru, mort 1345 /1353, est un prélat français du XIVe siècle.

## Biographie
Richard du Poirier est fait évêque de Tréguier en 1339. Il jette la même année les fondements du transept et du chœur de la nouvelle cathédrale de Tréguier. En 1345 Tréguier est prise par les Anglais alliés au prétendant Jean de Montfort. ils sont chassés deux ans plus tard. La même année le 19 mai 1347 la pape  Clément VI canonise Yves Helory, prêtre de son diocèse. Après la bataille de la Roche-Derrien le 18/20 juin 1347 et la capture de Charles de Blois la ville est reprise en août suivant par le seigneur de Craon et Antoine Doria. L'élévation du corps de Saint-Yves intervient le 27 octobre de la même année. 